# Российское геологическое общество
Российское геологическое общество (РосГео или РОСГЕО) — российская общественная организация, добровольное объединение учёных-геологов, горных инженеров, преподавателей, студентов, специалистов и любителей геологических и горных науках.
С 1992 года — ведущая организацией по проведению Всероссийских съездов геологов, Всероссийских детско-юношеских полевых и теоретических олимпиад, геологических и природоведческих соревнований различного уровня. Общество объединяет более 2500 членов в 35 регионах России. Членство иностранных граждан в обществе не предусмотрено.

## История

### Предыстория
Научные общества всегда играли существенную роль в проведении геолого-географических исследований. В Российской империи и СССР существовали Русское географическое общество, Русское палеонтологическое общество, Российское минералогическое общество, Московское общество испытателей природы, Грузинское геологическое общество, Геологическое общество Армении и некоторые другие.
Осенью 1945 года В. А. Обручев поднял вопрос о создании Геологического общества в СССР, был разослан проект устава. В начале 1946 года в Москве состоялось учредительное собрание и создано Всесоюзное геологическое общество, с целью объединения всех геологических сил и содействия развитию геологических наук в СССР. Утвержден оргкомитет общества в составе: В. А. Обручев, Д. С. Белянкин, А. Н. Заварицкий, Ф. П. Саваренский, С. С. Смирнов, П. И. Степанов, председателем Комитета по делам геологии при СНК СССР И. И. Малышев и др.. Репрессии геологов в 1949 году (Красноярское дело геологов) не позволили развить это общество.
В 1985 году В. В. Тихомиров предложил возродить под эгидой АН СССР и Министерства геологии СССР «Всесоюзное геологическое общество». По его мнению, это общество могло бы существовать главным образом на членские взносы, организовывать всесоюзные и региональные геологические конференции, устраивать совещания по отдельным проблемам отраслей геологии, способствовать пропаганде геологических знаний, причём деятельность его несомненно могла бы дать ощутимый экономический эффект.

### Российское геологическое общество
Основано в 1992 году, на базе советского Научно-технического горного общества (НТО «Горное»).
Главной целью стало объединение усилий геологов по приумножению минерально-сырьевых ресурсов страны, содействие развитию отечественной науки, защита интересов и прав работников геологической отрасли, поддержка престижа и привлекательности профессии геолога, повышение качества геологического образования, воспитание подрастающего поколения в духе патриотизма и любви к природе во всех её проявлениях.

## Руководство
Президенты РосГео, по году избрания:
- 1992 — Грамберг, Игорь Сергеевич (с 1989[7])
- 1998 — Орлов, Виктор Петрович
- 2021 — Машковцев, Григорий Анатольевич[8]

Первые Вице-президенты:
- 1992 — Рогов, Виктор Филиппович
- 2004 — Фаррахов, Евгений Гатович

В президиум общества также входят: И. Ф. Вольфсон (учёный секретарь), Л. В. Оганесян, И. Г. Печенкин (вице-президенты) и другие.

## Структура
Крупнейшее в России геологическое общество, в его состав входит 52 региональных отделения (на 2013 год).
Советы:
- Межведомственный совет по музейной деятельности
- Центральный совет по детско-юношескому геологическому движению
- Научно-технический совет.

Секции:
- Горная — Горное дело, Геоэтика
- Гидрогеологии и инженерной геологии — Гидрогеология, Инженерная геология
- Медицинской геологии — Медицинская геология
- Истории геологических знаний и открытий — История геологии
- Исторической геологии и палеонтологии — Историческая геология

Имеется редакционная коллегия для печатных изданий.

## Деятельность
- Содействие развитию и совершенствованию геологической науки и производства, приумножению минерально-сырьевых ресурсов, их охраны и воспроизводству, развитию отечественной геологической школы;
- организация и проведение конференций, семинаров, совещаний, выставок на федеральном, региональном и международном уровнях;

выполняет научно-исследовательские работы, независимую экспертизу проектов и программ развития геологоразведочных работ по заказам федеральных органов и негосударственных структур;
- издание трудов ученых, производственников, специалистов по проблемам геологии;
- популяризация профессии геолога путём издания художественных произведений и воспоминаний, публикаций в журналах и газетах, выступлений на радио и телевидении;
- поддержка музейной деятельности и детско-юношеского геологического движения.

Общество является учредителем:
- Международного научно-технического центра
- журналов «Минеральные ресурсы России», «Разведка и охрана недр», «Отечественная геология»

Член Российского Союза научных и инженерных организаций, Международной медико-геологической ассоциации и Европейского союза геологов-инженеров.
Ежегодно РОСГЕО совместно с Федеральным агентством по недропользованию проводит конкурс на «Премию Российского геологического общества (РОСГЕО) и Федерального агентства по недропользованию Министерства природных ресурсов и экологии России (Роснедра) за заслуги в области науки и инновационных технологий в геологическом изучении недр России» для молодых специалистов-геологов России и их коллег из стран СНГ.
Среди книг подготовленных и изданных обществом:
- 25-томное научно-популярное издание «Геология — жизнь моя»
- Воспоминания геологов [уточнить]
- Монографии ведущих специалистов отрасли [уточнить]
- История развития и становления геологических предприятий [уточнить]
- Обзоры о минерально-сырьевой базе России [уточнить]
- Книги и учебные пособия по геологии для детей [уточнить]
- Материалы семинаров и конференций [уточнить]

## Награды общества
Общество награждает за наибольший вклад в геологию и горное дело следующими наградами:
- Медаль «Геолог Игорь Грамберг» — высшая награда Российского геологического общества.
- Медаль имени А. Е. Ферсмана — за заслуги в геологии.
- Нагрудный знак «Геологическая служба России»
- Диплом Российского геологического общества
- Знак «Лауреат Российского геологического общества».

## Заслуги
Российское геологическое общество было награждено[когда?]:
- Почётный знак «За активную работу по патриотическому воспитанию граждан Российской Федерации»
- Диплом выставки «Недра»
- Диплом Международного эколого-промышленного форума «Великие Реки» (Нижний Новгород)